# Malamut
Malamut je pasma psa. Je velik prijatelj ljudi vseh starosti. Ima živahen in pozoren temperament in se z lahkoto prilagodi vsakemu okolju. Značilnost malamutovega značaja je velika neodvisnost in samostojnost in prav zaradi teh lastnosti so bili ti psi tako zelo cenjeni za vleko. 

## Opis pasme
| dežela izvora    | ZDA, Aljaska |
| čas izvora       | srednji vek |
| prvotna uporaba  | vleka sani, lovec |
| današnja uporaba | družabnik, vleka sani, tekmovanje s sanmi                                                                                             |
| življenjska doba | okoli 12 let |
| teža             | 39-56 kg |
| plečna višina    | 58-71 cm |
| barve            | - Črna in bela - Tjulenja barva in bela barva - Volčje tjulenja in bela barva - Volčje siva in bela - Srebrna in bela - Rdeča in bela |

## Kratka zgodovina
Aljaškega malamuta je vzredilo ljudstvo Mahlemiut. Ti so bili višje postave, mehkejših obrazov in s svojimi psi so delali lepše kot ostala ljudstva. Njihovi psi so bili večji in močnejši od nordijskih psov in zelo podobni polarnim volkovom.  V času zlate mrzlice je postal aljaški malamut najbolj cenjeni vlečni pes. Takrat so ga tudi začeli pariti in zato lahko vidimo veliko različnih malamutov. Razlog, da imamo danes toliko različnih tipov te pasme je v tem, da prvotno ni nihče vedel kakšen je bil ta pes in je bila vzreja psov drugačna pri posameznih ljudstvih.
Kasneje – po letu 1888 – so malamute pse uporabili pri osvajanju severnega tečaja (Frederik Cook in Robert Elwin Peary) in južnega tečaja (Roald Amundsen).

## Karakter
Malamuti niso prav dobri čuvaji, tujce lahko odžene le njegova podobobnost volku. Ti psi niso nikoli razvili čuta za teritorialnost, saj jih je vzrejalo nomadsko ljudstvo. Malamuti so bili vajeni živeti v večji skupini, zato si včasih poskuša podrejati svoje lastnike. Včasih da videz lenosti, vendar si le privošči vsak počitek za nabiranje moči, saj je na severu racionalno trošil svojo energijo. Malamut je zelo inteligentne in takoj bo vedel, kaj se od njega pričakuje. Je resen pes, ki pa se včasih obnaša kot klovn, kadar je nekaj narobe naredil ali ne želi ubogati.
Na sprehodih teka daleč naokoli. Ko malamut doseže svojo zrelost postane zelo resen pes, ki zelo veliko spi, vendar to ne pomeni da je len saj je na severu, kjer je mraz, racionalno trošil z energijo in vsak počitek izkoristil za nabiranje novih moči.

## Splošni izgled
Malamut stoji dobro na šapah in ta drža daje videz velike aktivnosti in ponosne drže, z zravnano/pokončno glavo in budnimi očmi, ki kažejo interes in vedoželjnost. Glava je široka. Ušesa so trikotna in stojijo pokonci, ko je na preži. Gobec je velik, le rahlo pojemanje širine od korena do nosa. 
Malamuti so različnih barv. Obrazne oznake so značilne poteze. Vsebujejo »čepico/kapo« čez glavo, obraz je ali povsem bel ali označen s progo ali masko. Rep je dobro prekrit s kožuhom, podaljšan preko hrbta in ima videz valovitega perja.